# 盧毓駿

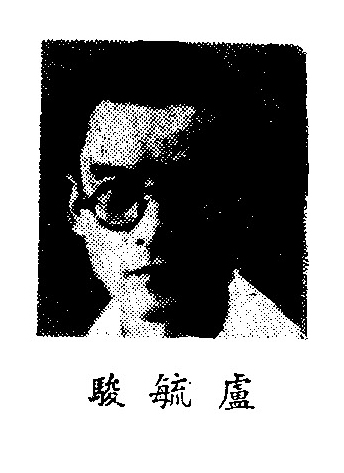

盧毓駿（1904年—1975年），字于正，福建福州人，為台灣戰後重要建築師之一，與黃寶瑜、修澤蘭並稱為三大建築師。曾任考試院專員、參事，國民制憲代表、考選委員會委員長，第1、2、3、4屆考試委員。

## 生平
盧毓駿生於福州，由於盧父經營書店，故自小即熟讀四書典籍。而福州早期乃西方文化輸入管道，加上少有戰亂波及，幸得保存許多當地傳統與西洋式建築，盧氏在耳濡目染之下，亦影響其日後的建築風格。
1916年，盧毓駿入福州高級工業專科學校就讀，勤工儉學，1920年巴黎國立公共工程大學（今巴黎綜合理工學院）進修，1925年入讀法國巴黎大學都市計畫學院研究員，1929年返國。盧氏歸國後受戴季陶賞識，並為南京考試院設計一系列建築。之後盧氏在學術與實務上多有貢獻，並發表許多作品。遷台後，盧氏於台灣大學任職。1961年，盧氏應張其昀之邀，規畫中國文化學院之建設並主持「建築及都市設計學系」。由於盧氏風格追求復古形式，成為復古建築師代表，也成為台灣戰後重要的建築師之一。

## 著作
- 《二十世紀之科學》，葉公超主編，負責「建築」章節。 [1]
- 《向新都市計劃之路》
- . 中國文化學院建築及都市計劃學會. 1971: 142 頁 [1971]  [2015-10-29]. （原始内容存档于2020-05-26）.

## 翻譯
- 柯比意著《明日之城市》（1934）

## 建築作品
- 1949年前[1]

- 南京原國立中央大學大禮堂
- 南京考試院舊址
- 南京首都高等法院

- 1949年後[1]

- 南海學園科學館
- 中國文化大學大成館、大仁館、大義館、大倫館、菲華樓（已拆除重建）、華僑塔（大恩館前身，已拆除重建）
- 日月潭國家風景區玄奘寺、慈恩塔
- 臺北草山行館防空洞掩體
- 臺北孔子廟明倫堂

## 外部連結
- 中國文化大學建築及都市設計學系 （页面存档备份，存于）